# Journée internationale de solidarité avec les membres du personnel détenus ou portés disparus
La journée internationale de solidarité avec les membres du personnel détenus ou portés disparus est une journée internationale mis en place par les Nations unies afin de rendre hommage aux membres de son personnel victimes de détention arbitraire et ou portés disparus. Cette journée internationale se célèbre les 25 mars de chaque année et a été instaurée à la suite du constat de la multiplication des attaques à l'encontre des personnes participant à des opérations des Nations unies et l’usage croissant de la force contre. Pour pallier ce problème, le Conseil de sécurité a adopté une première résolution sur cette question en 29 septembre 1993. Après moult tractations au sein de l'organisation, le 9 décembre 1994, l'Assemblée générale des Nations unies adopte La Convention sur la sécurité du personnel des Nations unies et du personnel associé,,,,.
Si cette journée se commémore le 25 mars de chaque année, c'est parce que c'est le jour de la date anniversaire de l'enlèvement  du journaliste Alec Collett qui, dans cette période, travaillait à l'Office de secours et de travaux des Nations unies pour les réfugiés de Palestine dans le Proche-Orient (UNRWA) lorsqu'il fut victime de rapt en 1985 par des hommes armés. Ce n'est qu'en 2009 que son corps sera retrouvé dans la vallée de la Bekaa, au Liban,,,,,.